# Palinurellus gundlachi
Palinurellus gundlachi е вид десетоного от семейство Synaxidae. Видът не е застрашен от изчезване.

## Разпространение и местообитание
Разпространен е в Американски Вирджински острови, Ангуила, Антигуа и Барбуда, Аруба, Барбадос, Бахамски острови, Бермудски острови, Бонер, Бразилия (Баия и Пернамбуко), Британски Вирджински острови, Гваделупа, Гренада, Доминика, Доминиканска република, Кайманови острови, Куба, Кюрасао, Мартиника, Мексико (Юкатан), Монсерат, Пуерто Рико, Саба, САЩ (Флорида), Свети Мартин, Сейнт Винсент и Гренадини, Сейнт Китс и Невис, Сейнт Лусия, Сен Бартелми, Сен Естатиус, Синт Мартен, Тринидад и Тобаго, Търкс и Кайкос, Хаити и Ямайка.
Обитава скалистите дъна на морета и рифове. Среща се на дълбочина от 7,5 до 8 m, при температура на водата около 27,5 °C и соленост 35,3 ‰.